# Les Quatre Cavaliers de l'Apocalypse (film, 1921)
Pour les articles homonymes, voir Cavaliers de l'Apocalypse (homonymie).
Pour plus de détails, voir Fiche technique et Distribution.
Les Quatre Cavaliers de l'Apocalypse (The Four Horsemen of the Apocalypse) est un film muet américain de 1921, réalisé par Rex Ingram.

## Synopsis
Julio Madariaga, riche propriétaire argentin, a deux filles : Louisa, l'aînée, mariée au Français Marcelo Desnoyers, et Elena, la cadette, mariée à l'Allemand Karl von Hartrott, que le père n'apprécie guère. Après sept années sans enfants, Marcelo et sa femme ont un fils, Julio, qui deviendra le préféré de Madariaga. Avec lui, il va souvent dans les bars de la banlieue de Buenos Aires appelée Boca.
À la mort de Madariaga, les deux familles décident de retourner en Europe, l'une en France et l'autre en Allemagne. À Paris, Julio a une liaison avec Marguerite Laurier, la femme d'un des amis de son père. Elle devient collectionneuse de meubles anciens et achète un château près de la Marne pour les entreposer. Julio est prévenu par le mystique Tchernoff que les prophéties relatives à l'Apocalypse (les quatre Cavaliers de la peste, la guerre, la famine, la mort) sont sur le point de se réaliser.
La guerre est déclarée. Laurier, découvrant l'adultère de sa femme, s'engage dans l'armée. Marguerite, prise de remords, s'engage comme infirmière. Les hordes allemandes avancent vers la Marne et le vieux Desnoyers se trouve en face de son neveu von Hartrott lors de l'occupation de son château.
Julio, lui aussi soldat, rencontre à Lourdes Marguerite, qui est l'infirmière de son mari aveugle. Julio part au front, où il est tué dans un trou d'obus face à son cousin allemand.

## Fiche technique

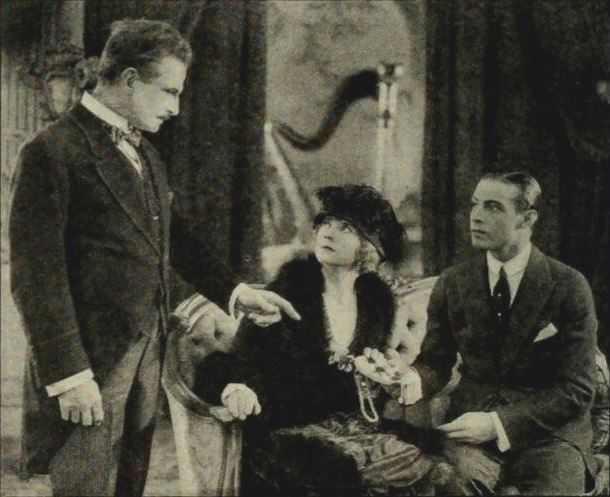
John St. Polis, Alice Terry et Rudolph Valentino dans une scène du film

- Titre original : The Four Horsemen of the Apocalypse
- Titre français : Les Quatre Cavaliers de l'Apocalypse
- Réalisation : Rex Ingram
- Scénario : June Mathis, d'après le roman de Vicente Blasco Ibáñez
- Production : Rex Ingram
- Société de production : Metro Pictures Corporation
- Musique : Louis F. Gottschalk (non crédité)
- Photographie : John F. Seitz
- Montage : Grant Whytock
- Direction artistique : Joseph Calder et Amos Myers
- Pays de production :  États-Unis
- Format : Noir et blanc - film muet
- Genre : Drame
- Durée : 132 minutes
- Dates de sortie : 
  - États-Unis : 6 mars 1921 (New York)
  - France : 27 octobre 1922[1]

## Distribution
- Pomeroy Cannon : Madariaga
- Josef Swickard : Marcelo Desnoyers
- Bridgetta Clark : Doña Luisa
- Rudolph Valentino : Julio Desnoyers
- Virginia Warwick : Chichí
- Alan Hale : Karl von Hartrott
- Mabel Van Buren : Elena
- Stuart Holmes : Otto von Hartrott
- John St. Polis : Étienne Laurier
- Alice Terry : Marguerite Laurier
- Mark Fenton : Sénateur Lacour
- Derek Ghent : René Lacour
- Nigel De Brulier : Tchernoff
- Bowditch M. Turner : Argensola
- Edward Connelly : Le gardien
- Wallace Beery : Lieutenant-colonel von Richthosen
- Harry Northrup : Le général
- Arthur Hoyt : Lieutenant Schnitz
- John George (non crédité) : un rancher en Argentine
- Claire de Lorez : Mademoiselle Lucette

## Autour du film

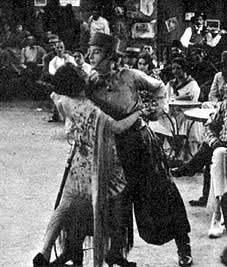
La célèbre scène du tango

À la fin de la guerre, la Metro Pictures Corp. cherche à monter une superproduction. June Mathis avait acheté les droits du roman de Vicente Blasco Ibáñez, qui avait été un grand succès littéraire. La direction n'est pas très enthousiaste pour produire ce genre de film, le public risquant de bouder les films sur la guerre, mais elle finit par accepter le projet. Rex Ingram est le réalisateur et Rudolph Valentino, imposé par June Mathis, tient le rôle de Julio.
Le film encaisse aux États-Unis 4,5 millions de dollars, chiffre record du cinéma muet (Ben Hur : 4 millions, Naissance d'une nation : 3,5 millions)
Son succès se poursuivit en Europe, sauf évidemment en Allemagne, où son anti-germanisme le fit rapidement disparaître des écrans.
Le film fait la renommée de Rudolph Valentino, notamment en raison de la fameuse scène du tango dansé dans un bar que son personnage fréquente avec Madariaga. 
Le film fait l'objet d'un remake :
- 1962 : Les Quatre Cavaliers de l'Apocalypse réalisé par Vincente Minnelli.

Dans le film Il était une fois en Amérique de Sergio Leone, à l'instant 1:47:50, Joe Pesci (Mr. Frankie Minoldi dans le film) recommande le film Les Quatre Cavaliers de l'Apocalypse à son ami "Joe".